# Martin Störi
Martin Störi († 2. Dezember 1544 in Kaiserstuhl) war Bibliothekar des Klosters St. Gallen.
Er stammte aus Kaiserstuhl. Am 4. März 1512, noch als St. Galler Novize, ist er als Akolyth in Konstanz bezeugt. Im Zuge der Reformationswirren 1529 wurde er in St. Gallen kurzzeitig gefangen genommen. Daraufhin floh er zuerst nach Wil, später nach Einsiedeln. Zurück in St. Gallen, beauftragte ihn Abt Diethelm Blarer von Wartensee mit der Ordnung der Klosterbibliothek. Ihm zur Seite stand Johannes Hofmeister aus Lindau.